# Brunflo, Marieby, Lockne och Näs pastorat
Brunflo, Marieby, Lockne och Näs pastorat var ett pastorat inom Svenska kyrkan i Södra Jämtland-Härjedalens kontrakt i Härnösands stift. Pastoratet uppgick 1 januari 2022 i Sydöstra Jämtlands pastorat.
Pastoratet omfattade Brunflo församling, Marieby församling, Lockne församling och Näs församling.
Pastoratskod var 101409.